# Håvard Vad Petersson
Håvard Vad Petersson, född den 5 januari 1984 i Oslo, Norge, är en norsk curlingspelare.
Han tog OS-silver i herrarnas curlingturnering i samband med de olympiska curlingtävlingarna 2010 i Vancouver.